# Силы противовоздушной обороны Ирана
Силы противовоздушной обороны Армии Исламской Республики Иран (перс. نیروی پدافند هوایی ارتش جمهوری اسلامی ایران‎) — одна из 4-х частей Армии Исламской Республики Иран, которая отвечает за оборону воздушного пространства государства.

## История
История ПВО Ирана восходит к 1993 году, когда была сформирована база ПВО Хатам-уль-Анбия.
В 2007 году в состав ПВО были включены и части ПВО армейских ВВС.
Силы ПВО Вооруженных сил начали функционировать в 2018 году, отделившись от базы ПВО Хатам Аль-Анбия и став 4-м видом ВС.

## Командование
Силами ПВО в настоящее время командует бригадный генерал Алиреза Сабахифард. Бригадный генерал Алиреза Эльхами исполняет обязанности заместителя командующего.

## Территориальное деление
Территория Ирана разделена на 10 районов ПВО.